# Айленд Шанґрі-Ла
Айленд Шанґрі-Ла (кит.: 港島香格里拉大酒店) — хмарочос у Гонконгу, в окрузі Сентрал-енд-Вестерн (входить до складу комплексу Пасифік-плейс). Висота 58-поверхового будинку становить 213 метри. Хмарочос відкрито 1 березня 1991 року.
Айленд Шанґрі-Ла побудований у 1991 році в стилі модернізму. В атріумі готелю знаходиться найбільший у світі китайський пейзажний гобелен «Great Motherland of China». 
Готель має 565 номерів, в тому числі 35 багатокімнатних розкішних сюїтів, вісім ресторанів, бізнес-центр, спортивно-оздоровчий центр, танцювальний зал, лаунж-клуб, сад на даху, відкритий басейн і свій парк лімузинів. Спортивно-оздоровчий комплекс готелю обладнаний критим і відкритим басейнами з гідромасажем.
Частину будівлі займає офісний комплекс «Two Pacific Place». Девелопером хмарочосу Айленд Шанґрі-Ла є компанія «Swire Properties», готель знаходиться під управлінням компанії «Shangri-La Hotels and Resorts».

## Світлини
|           |           |                   |          |
| Вестибюль | Вестибюль | Ресторан «Мішлен» | Кав'ярня |